# Ray Colcord
Ray Colcord est un compositeur américain de musiques de films et de séries télévisées, né le 24 décembre 1949 à New York et mort le 5 février 2016 à Los Angeles.

## Biographie
Avant sa carrière de compositeur pour le cinéma et la télévision, Ray Colcord a été entre autres un des musiciens de Lou Reed sur les albums Rock 'n' Roll Animal et  Lou Reed Live. Il a été également producteur pour l'album Get Your Wings d'Aerosmith.

## Filmographie

### Cinéma
- 1983 : The Devonsville Terror
- 1989 : The Sleeping Car
- 1996 : Poussière d'étoile (Wish Upon a Star)
- 1996 : Amityville, la maison de poupées (Amityville: Dollhouse) (vidéo)
- 1997 : Commando en herbe (The Paper Brigade) (vidéo)
- 1998 : Un amour en or (Heartwood)
- 2000 : La Princesse et le capitaine (The King's Guard)

### Télévision
- 1979 : Drôle de vie (The Facts of Life) (série TV)
- 1982 : Off Your Rocker (TV)
- 1982 : Ricky ou la Belle Vie (Silver Spoons) (série TV)
- 1984 : Double Trouble (série TV)
- 1985 : 227 (série TV)
- 1987 : Sweet Surrender (série TV)
- 1987 : Mes deux papas (My Two Dads) (série TV)
- 1987 : Women in Prison (série TV)
- 1988 : Trial and Error (en) (série TV)
- 1989 : Live-In (série TV)
- 1989 : Ann Jillian (série TV)
- 1990 : Jury Duty: The Comedy (TV)
- 1990 : Singer & Sons (série TV)
- 1991 : The Julie Show (série TV)
- 1991 : Dinosaures (Dinosaurs) (série TV)
- 1991 : La Famille Torkelson (The Torkelsons) (série TV)
- 1992 : Scorch (série TV)
- 1993 : Where I Live (série TV)
- 1993 : Incorrigible Cory (Boy Meets World) (série TV)
- 1994 : Black Sheep (TV)
- 1995 : Maybe This Time (série TV)
- 1996 : Wow! The Most Awesome Acts on Earth (TV)
- 1996 : Real Funny (TV)
- 1996 : Television's Comedy Classics (TV)
- 1996 : Devil's Food (TV)
- 1996 : Promised Land (en) (série TV)
- 1997 : Hiller and Diller (série TV)
- 1997 : You Wish (série TV)
- 1997 : Tales from the Tomb: Lost Sons of the Pharaohs (TV)
- 1998 : Style & Substance (Style and Substance) (série TV)
- 2000 : Big Brother (série TV)
- 2001 : Big Brother (série TV)
- 2002 : Family Affair (série TV)
- 2003 : Lost at Home (série TV)